# Ian McCrossin
Ian McCrossin es un deportista australiano que compitió en vela en la clase Flying Dutchman.
Ganó seis medallas en el Campeonato Mundial de Flying Dutchman entre los años 1994 y 2008, y una medalla en el Campeonato Europeo de Flying Dutchman de 1994.

## Palmarés internacional
| Campeonato Mundial | Campeonato Mundial               | Campeonato Mundial | Campeonato Mundial |
| Año                | Lugar                            | Medalla            | Clase              |
| ------------------ | -------------------------------- | ------------------ | ------------------ |
| 1994               | Adelaida (Australia)             | Medalla de plata   | Flying Dutchman    |
| 1995               | Torbole (Italia)                 | Medalla de oro     | Flying Dutchman    |
| 1997               | San Petersburgo (Estados Unidos) | Medalla de oro     | Flying Dutchman    |
| 1998               | Den Oever (Países Bajos)         | Medalla de plata   | Flying Dutchman    |
| 2000               | Durban (Sudáfrica)               | Medalla de oro     | Flying Dutchman    |
| 2008               | Napier (Nueva Zelanda)           | Medalla de plata   | Flying Dutchman    |
| Campeonato Europeo |                                  |                    |                    |
| Año                | Lugar                            | Medalla            | Clase              |
| 1994               | Neusiedl (Austria)               | Medalla de bronce  | Flying Dutchman    |

1. ↑  En algunas ediciones del Campeonato Europeo se permitió la participación de regatistas de otros continentes.